# كريستوفر جول جينسين
كريستوفر جول جينسين (بالدنماركية: Christopher Juul-Jensen)‏ (و. 1989  م) هو راكب دراجة هوائية دنماركي، شارك في طواف إيطاليا 2014، وطواف فرنسا 2016، وركوب الدراجات في الألعاب الأولمبية الصيفية 2016، وطواف فرنسا 2019.

## سجل الفوز

### سباقات أو مراحل فاز بها
| التاريخ        | السباق                                       | المركز                      |
| -------------- | -------------------------------------------- | --------------------------- |
| 05 يونيو 2011  | 2011 Coupe des Nations Ville Saguenay        | الفائز في التصنيف العام     |
| 11 سبتمبر 2011 | تور دي أفينير 2011                           | الثامن في التصنيف العام     |
| 14 سبتمبر 2012 | كامبيونشاب فان فلانديرن 2012                 | المركز الثاني               |
| 08 مارس 2014   | ستراد بينك 2014                              | المرتبة 18 في التصنيف العام |
| 10 أغسطس 2014  | طواف الدنمارك 2014                           | الخامس في التصنيف العام     |
| 08 أغسطس 2015  | طواف الدنمارك 2015                           | الفائز في التصنيف العام     |
| 16 أغسطس 2015  | طواف إينكو 2015                              | التاسع في التصنيف العام     |
| 23 يونيو 2016  | بطولة الدنمارك لسباق الدراجات ضد الساعة 2016 | الثامن في التصنيف العام     |
| 23 أكتوبر 2016 | كأس اليابان للدراجات 2016                    | المركز الثاني               |
| 11 فبراير 2017 | فولتا مورسيا 2017                            | السابع في التصنيف العام     |
| 04 مارس 2017   | ستراد بينك 2017                              | السابع في التصنيف العام     |

## روابط خارجية
- كريستوفر جول جينسين على موقع الاتحاد الدولي للدراجات (الإنجليزية)
- كريستوفر جول جينسين على موقع أرشيف الدراجات (الإنجليزية)
- كريستوفر جول جينسين على موقع إحصائيات الدراجات الإحترافية (الإنجليزية)
- كريستوفر جول جينسين على موقع نسبة الدراجات (الإنجليزية)
- كريستوفر جول جينسين على موقع CycleBase (الإنجليزية)
- كريستوفر جول جينسين على موقع أوليمبيديا (الإنجليزية)